# Локомобиль

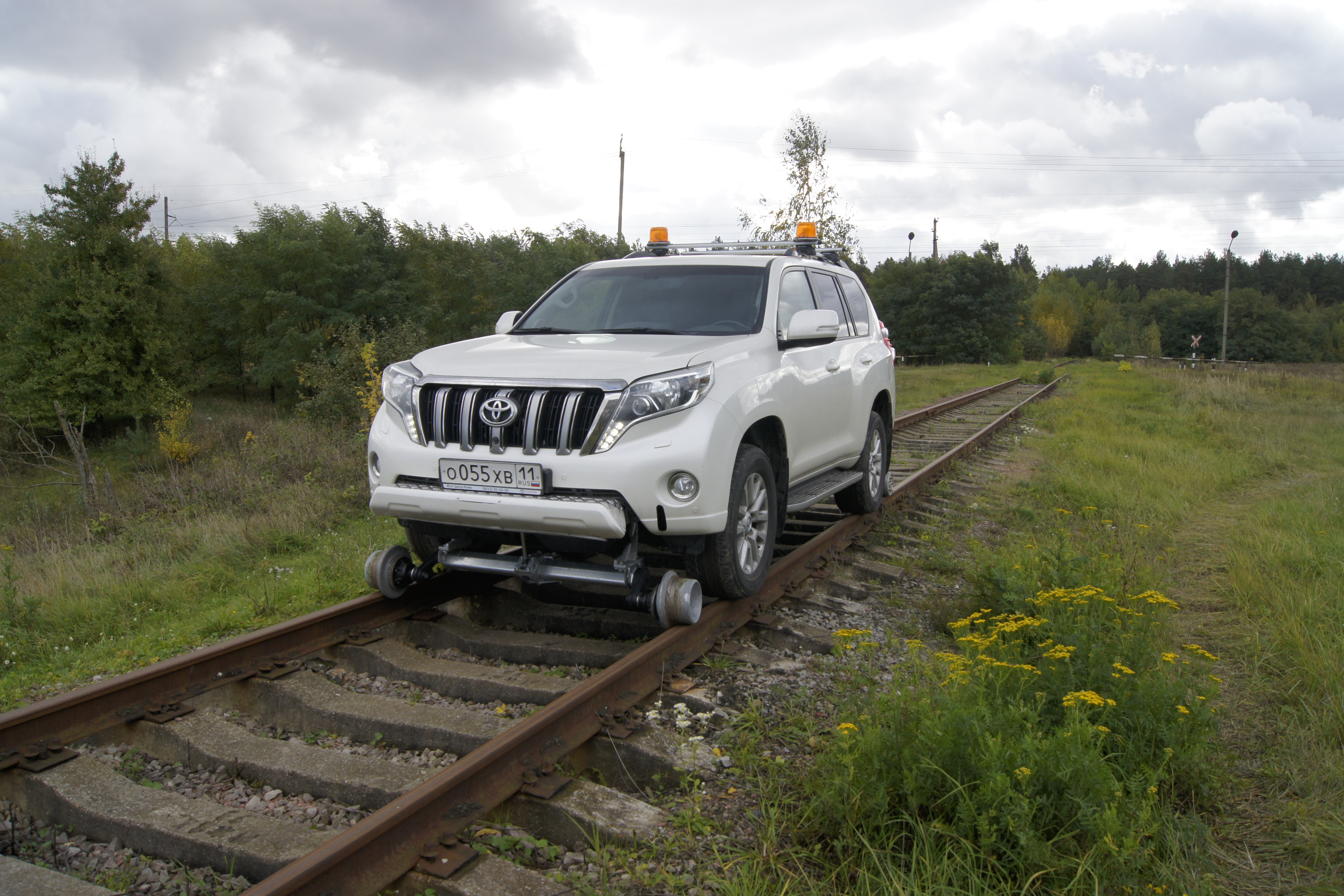
Локомобиль на базе автомобиля Toyota Land Cruiser Prado 150

Локомобиль (от фр. locomobile, в свою очередь от лат. locus «место» + лат. mobilis «подвижный») в разное время может означать:
- Автомобильно-железнодорожное транспортное средство;
- один из ранних терминов для автомобиля;
- передвижной паровой двигатель для сельскохозяйственных нужд и выработки электричества в полевых условиях;
- Товарный знак для вышеперечисленных устройств, выпущенных одноимённой компанией (англ. Locomobile Company of America).

## Передвижной паровой двигатель

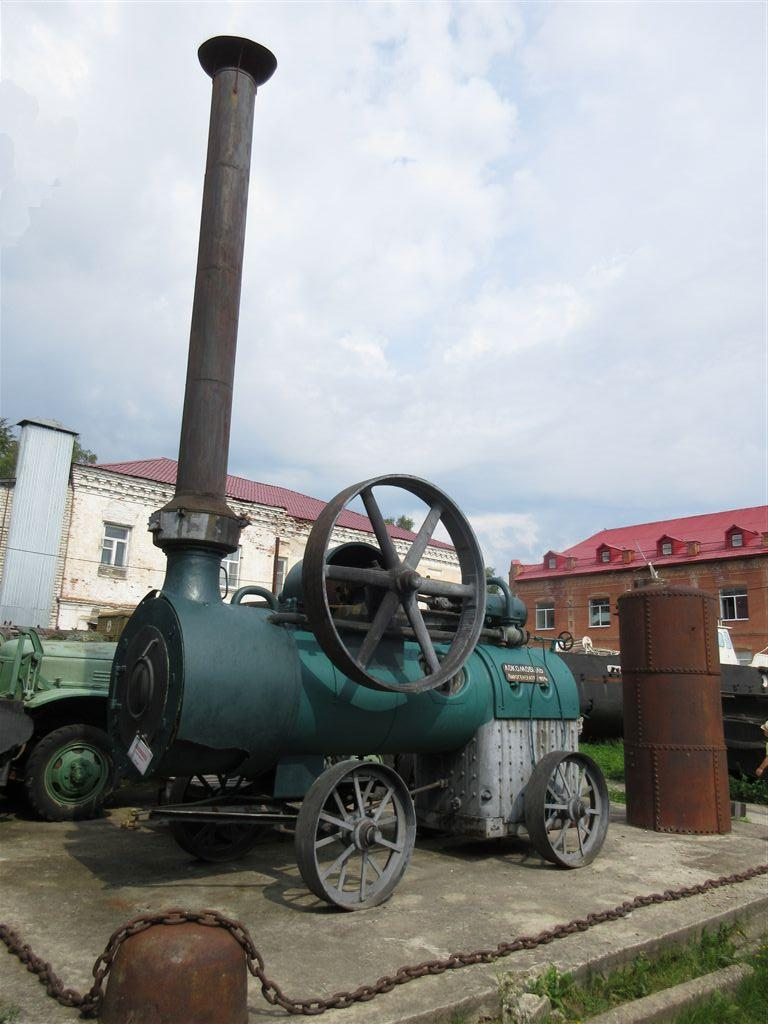
Локомобиль в музее г. Мышкин. СССР, 1954 г.

Передвижной паровой двигатель, предназначенный для привода неподвижных сельскохозяйственных машин (молотилок, веялок, мельниц и т. д.), насосов, электрогенераторов. Некоторые конструкции обладали собственным ходом, другие были буксируемыми. Широко применялись во всех странах мира в период до появления дизельных двигателей для привода малых электрогенераторов и активного развития электрических сетей. 
В России до Революции 1917 года выпускались Людиновским локомобильным заводом, начиная с 1875 года, в 1913 году было выпущено 209 локомобилей, общей мощностью 12607 л. с., а также Херсонскими, Бийским, Коломенским и другими машиностроительными заводами. 
По появлению эффективных дизельных электрогенераторов и сетевого электричества локомобили быстро вышли из применения по причине крайне низкого КПД. Низкий КПД локомобилей определялся их техническим несовершенством. Локомобили имели жаротрубно-дымогарный котел паровозного типа. что ограничивало применение пара высоких параметров. Локомобильный котел даже не имел сухопарника, который был непременным атрибутом всех паровозов, так как место, где обычно на паровозе устанавливался сухопарник, на локомобиле занято паровой машиной. Поэтому локомобильная паровая машина работала на влажном насыщенном паре, что очень плохо сказывалось на КПД, тем более что мятый пар (отработавший пар) шел на выхлоп. Однако при таком низком КПД в 3-4 % локомобили широко и долго использовались в сельском хозяйстве, так как в качестве топлива могли использовать практически бесплатное топливо, которое собиралось и накапливалось тут же при осуществлении сельхозработ и первичной переработке сельхозпродукции — солома, лузга, костра, стебли подсолнечника и кукурузы, т. д. 
При нынешней ситуации с значительным удорожанием как электроэнергии, так и жидкого моторного топлива, во многих развитых странах мира появляются экономические предпосылки возвращения малых паровых машин в виде локомобилей на различные, и прежде всего сельские производства, где по-прежнему много не используемых горючих отходов. Применение пара высоких параметров, конденсаторов, пароперегревателей, горячего дутья в топку и прочих технических мероприятий при современном уровне развития техники позволит достигнуть КПД малой паровой машины в 15-20 %. Это вполне реальные показатели, учитывая что в «большой энергетике» с паровыми котлами и паровыми турбинами, работающими на сверхкритических параметрах пара, КПД силовых установок конденсационных электростанций составляет 30-35 %.

## Автомобильно-железнодорожное транспортное средство

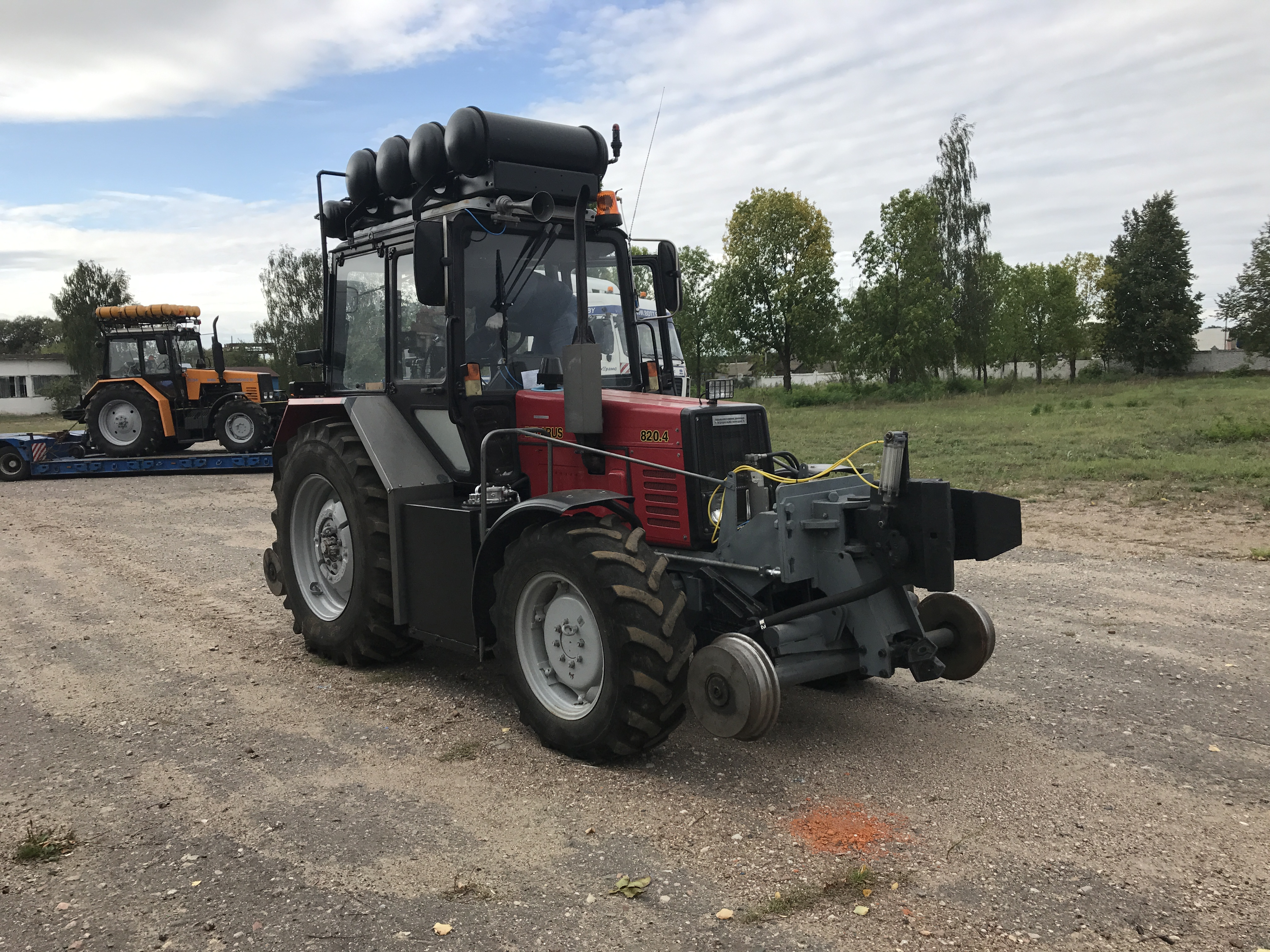
Локомобиль на базе тракторного шасси «Беларус-820».

Локомобиль предназначен для движения как по безрельсовым дорогам, так и по железнодорожным путям.
Это транспортное средство, дооборудованное специальными направляющими, либо опорными колесами для движения по рельсам, может быть как трактором, так и грузовым автомобилем либо специально приспособленным транспортным средством.

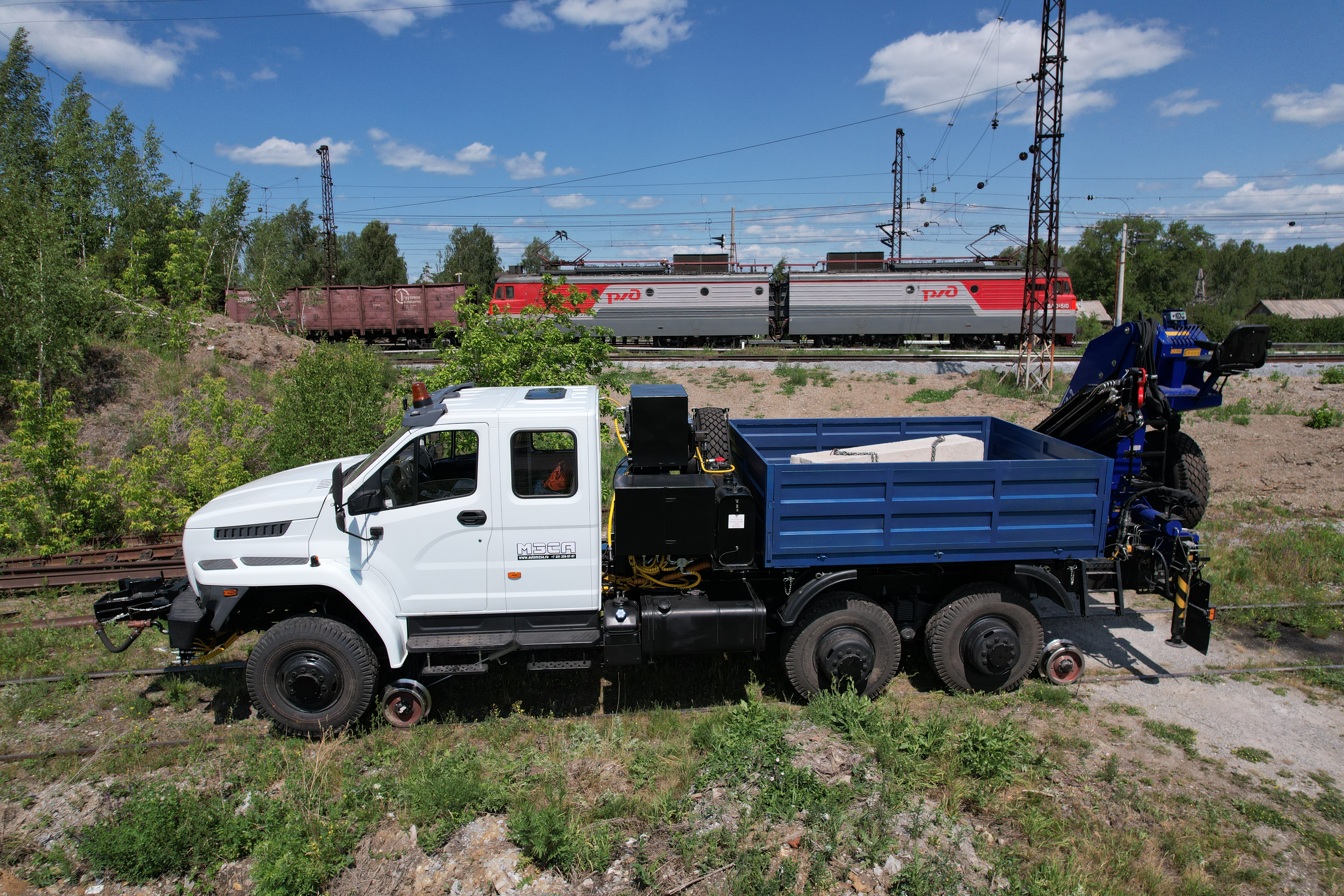
Локомобиль на базе Урал Некст

В XXI веке выпускаются локомобили на платформе универсального тракторного шасси, а также на автомобилях УАЗ, МАЗ, Урал, КамАЗ, Iveco.

## Локомобиль и искусство

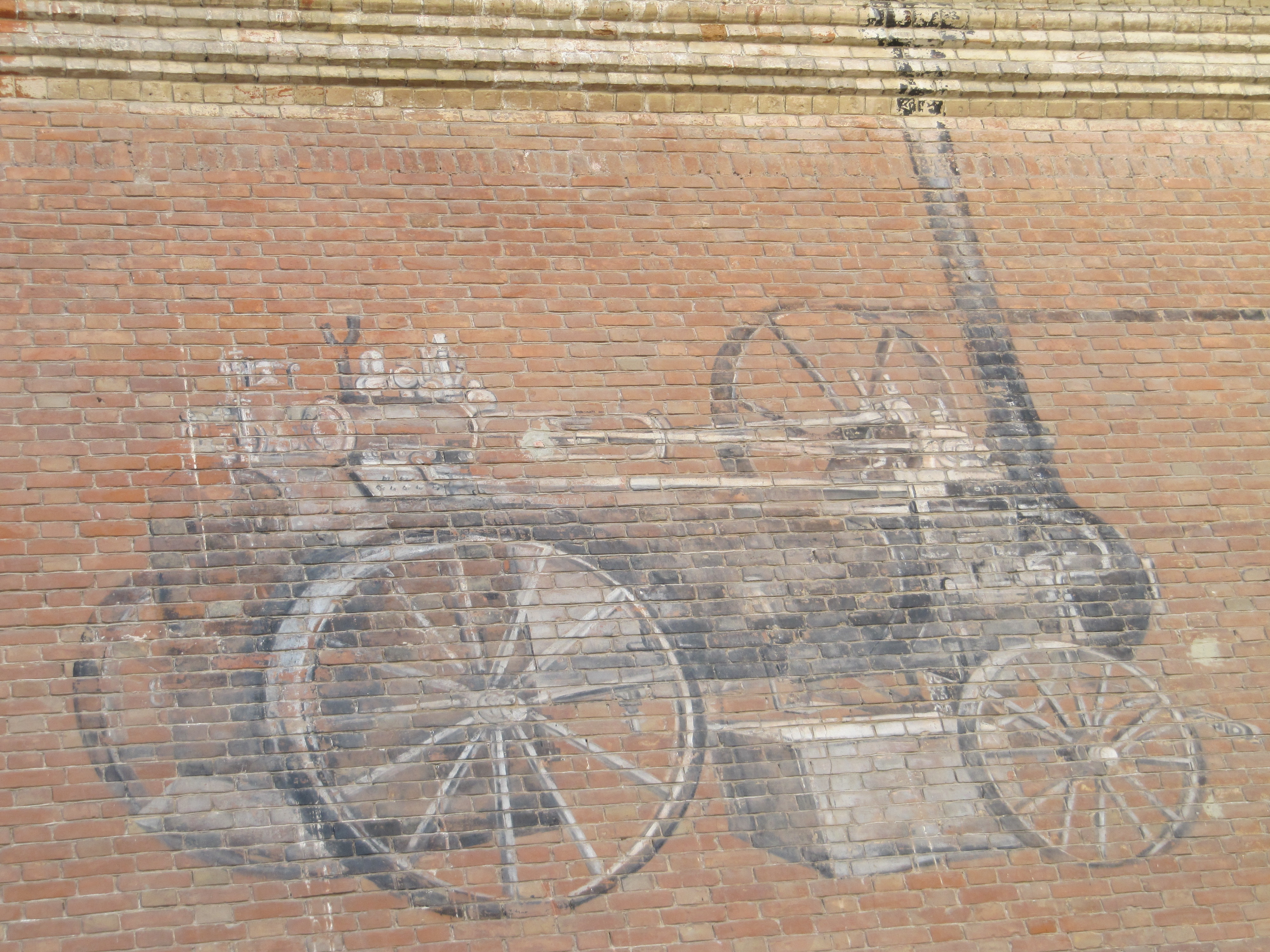
Граффити с изображением локомобиля на стене дома в Саратове

Локомобиль был нарисован в 1900 году на боковой стене здания Торгового дома Эрта в Саратове. Изображение сохранилось до нашего времени. Рисунок служил рекламой сельскохозяйственных машин и оборудования, которые продавал Торговый дом Эрта в этом здании, ныне дом 10 по Советской улице.
Для съёмок фильма «Турецкий гамбит» была создана реплика локомобиля, соответствующая по внешнему виду паровым машинам 1870-х годов.

В Эритрее была выпущена купюра номиналом 10 накф, на которой изображен локомобиль, тянущий за собой железнодорожный состав.

## Сохранившиеся экземпляры
Локомобили в различном степени сохранности представлены в следующих музеях:
- Переславский железнодорожный музей (Ярославская область, пос. Талицы);
- Музейный комплекс УГМК (Свердловская область, г. Верхняя Пышма).